# 牛欄湖
牛欄湖，是臺灣苗栗縣造橋鄉的一個傳統地域名稱，位於該鄉西南部。相較於今日行政區，其範圍大致與豐湖村相近。

## 歷史
台灣清治末期至日治初期，牛欄湖地區為一街庄，稱為「牛欄湖庄」，隸屬於苗栗一堡。該庄北與潭內庄、淡文湖庄為鄰，東與造橋庄為鄰，南邊東段為外獅潭庄，南邊西段及西邊為新港庄。
1901年（日治明治三十四年）11月，全台廢縣廳改設二十廳，該庄隸屬於苗栗廳。1909年（明治四十二年）10月，合併二十廳為十二廳，該庄改隸屬於新竹廳。1920年（大正九年），廢十二廳改設五州二廳，該庄改制並改名為「牛欄湖」大字，隸屬於新竹州竹南郡造橋庄。
戰後造橋庄改制為造橋鄉，隸屬於新竹縣，大字亦改制為村。1950年桃、竹、苗分治，造橋鄉改隸屬於苗栗縣。

## 交通
高鐵路線大致以東北東—西南西走向經過本地區中部偏南地帶，境內未設站，但苗栗車站即在西鄰新港境內，由此可快速前往高鐵南北各站。
台鐵山線大致以東北—西南走向蜿蜒經過牛欄湖地區中部，境內未設站，北側最近的是造橋車站，屬招呼站，僅停靠區間車，南側最近的是豐富車站，屬簡易站，也是僅停靠區間車。豐富車站原本站體較南，為配合高鐵苗栗車站通車，已將站體北移至高鐵站旁以利轉乘。
省道台13甲線是竹南至苗栗的幹道，也是省道台13線的舊路，大致以東北—西南走向蜿蜒經過本地區中部，向東北轉北可前往竹南後於香山內湖並止於省道台1線路口，向西南可前往苗栗田寮並止於省道台6線路口。該道路在本地區路段大多與台鐵路線並行而位於其南側。
鄉道苗12線是後龍至錦水的道路，大致以西北—東南走向進入本地區，至省道台13甲線轉東北與其共線一小段路後轉東南東獨行，後轉東北再轉東再轉北向蜿蜒經過本地區。由該道路向西北西可前往新港、後龍市區並止於縣道126號路口，向北轉北北東可前往新庄、鹽菜坑、茄苳坑並止於省道台13線路口。

## 學校
- 豐湖國小